# Schans van Tallaart
De Schans van Tallaart is een schans in de tot de Antwerpse gemeente Lier behorende plaats Koningshooikt, gelegen aan de straat Tallaart.

## Geschiedenis
Deze (ongewapend) betonnen schans werd gebouwd in de jaren 1906-1914, enkele jaren voor de Eerste Wereldoorlog en vormde een onderdeel van de buitenste vestinggordel om Antwerpen.
Deze schans moest de leemte tussen het Fort van Lier en het Fort van Koningshooikt opvullen en van dit type werden er 12 gebouwd, waarvan er nog 10 bestaan.
Van 12 september tot 2 oktober 1914 was deze schans actief en werd ook zelf beschoten. Alvorens door het Belgische leger verlaten te worden werd de bewapening vernietigd en de kruitkamer opgeblazen, waardoor de schans sterk werd beschadigd.
Tussen beide wereldoorlogen diende de schans als infanteriesteunpunt, waartoe een aantal schuilplaatsen werd bijgebouwd.
Na de Tweede Wereldoorlog werd de schans aan een particulier verkocht. Er werd een huis bijgebouwd en de schans ging als opslagplaats dienen. Het enige uiterlijk zichtbare overblijfsel is de 8m brede gracht aan de straatzijde.